# 全軍指揮幕僚監部
全軍指揮幕僚監部（ぜんぐんしきばくりょうかんぶ、ドイツ語：Führungsstab der Streitkräfte、略称：Fü S）は、かつてドイツ連邦国防省の下で組織されていた五つある指揮幕僚監部の一つ。全軍指揮幕僚監部はドイツ連邦軍全体の軍事政策の基礎を策定し、連邦軍の運用計画と指揮指導計画および教育訓練の原則を開発する最高幕僚機関であった。戦力基盤軍の指揮幕僚監部を兼ねていた。

## 概要
1955年に創設され、ノルトライン＝ヴェストファーレン州ボンに所在する。
全軍指揮幕僚監部は連邦軍総監が最高幹部を務める。最高幹部たる総監には陸・空軍および海軍大将が充てられ連邦国防大臣を補佐する。副総監にも陸・空および海軍中将の階級が充てられている。
総監部は連邦軍の最高機関として機能し、総監部の幕僚は人員・資器材を準備し連邦軍全体の作戦即応性を確保する。
さらに、総監部は連邦軍総監および連邦国防大臣が執務不能の際にこれを支援する。これ以外に戦力基盤軍の指揮幕僚監部の機能も兼務している。

## 内部組織
軍指揮幕僚監部は6つの幕僚部と37の課で構成される。
- 第1全軍幕僚部（Fü S I、内面指導・人事・教育・最高指揮部門代表）
  - 人事原則業務部
  - 基盤的人事計画・人事状況および兵員子弟状況・予備役兵業務部
  - 軍隊内部社会的状況部
  - 内面指導部
  - 軍隊教育原則業務部
- 第2全軍幕僚部（Fü S II、連邦軍軍事情報）
  - 軍事通信構想原則業務部
  - 戦略偵察部
  - 国家情勢判断部
  - 連邦軍保安部
  - 在外大使館付武官業務部
  - 連邦軍地誌情報部
- 第3全軍幕僚部（Fü S III、軍事政策および軍備管理）
  - 軍事政策基盤部（二国間関係）
  - 軍事戦略基盤部（独仏連合軍事協力）
  - NATO部（欧州・大西洋パートナーシップ理事会：EAPC、各組織の軍事政策的利益代表の原則業務、平和のためのパートナーシップ）
  - 西欧同盟・欧州連合部（各組織の軍事政策的利益代表の原則業務、国防省欧州代表）
  - 軍縮部（軍備縮小と拡散防止）
  - 軍事政策練習実行基盤部
- 第4全軍幕僚部（Fü S IV、連邦軍後方支援・核生物化学兵器防護任務）
  - 軍隊後方支援原則業務部（軍隊の後方支援業務の指導部、国際的実際業務の協力）
  - 連邦軍資器材調達管理部
  - 連邦軍核生物化学兵器防護部（部隊実施と教育施設）
  - 連邦軍機動運輸物流部
  - 戦力基盤連邦軍計画部（戦力基盤軍の整備と運用）
- 第5全軍幕僚部（Fü S V、連邦軍運用。2008年6月1日に連邦国防省出動指揮司令部と総監の下に直属配置される）
- 第6全軍幕僚部（Fü S VI、計画）
  - 原則業務および統制連邦軍計画・主要手順責任連邦軍計画・戦力基盤連邦裁判所事務幕僚室部
  - 連邦軍構想部（変革業務、開発と実験の構想：CD&E）
  - 能力分析部
  - 連邦軍計画部
  - 戦力基盤軍・軍隊財務計画家庭分担金部（軍隊での管理調整）
  - 多国籍軍計画部（能力開発、相互運用性・標準化）
  - 戦力基盤軍開発原則部
- 第7全軍幕僚部（Fü S VII、組織・配備・基礎設備・指揮支援）
  - 軍編制原則業務部（軍の任務と通信、規則と標準化）
  - 戦力基盤軍編制部
  - 連邦軍配備調整および不動産利用部（戦力基盤軍の配備、立地および不動産の最適化）
  - 軍隊基盤的施設原則業務部（戦力基盤軍が担当する軍用インフラ需要に関する計画）
  - 指揮支援部

## 主要幹部
全軍指揮幕僚監部の総監は連邦軍総監が充てられ、副総監は戦力基盤軍総監を兼ねる。
幕僚長には陸・空軍少将または海軍少将が充てられる。
| 氏名                                                                                                | 着任           | 離任           |
| --------------------------------------------------------------------------------------------------- | -------------- | -------------- |
| ヴェルナー・パニツキ空軍少将 Werner Panitzki                                                        | 1958年1月10日  | 1960年3月31日  |
| アルベルト・シュネツ陸軍少将 de:Albert Schnez                                                       | 1960年4月1日   | 1962年9月30日  |
| グスタフ＝アドルフ・クンセン陸軍少将 Gustav-Adolf Kuntzen                                           | 1962年10月1日  | 1964年6月30日  |
| ヘルベルト・ブシュ空軍少将 Herbert Büchs                                                            | 1964年7月1日   | 1967年3月31日  |
| アルブレヒト・オーベルマイアー海軍少将 Albrecht Obermaier                                           | 1967年4月1日   | 1968年9月30日  |
| ギュンター・リーダー海軍少将 Günter Reeder                                                          | 1968年10月1日  | 1971年3月31日  |
| ベルント・フライターク・フォン・ローリングホーフェン陸軍少将 Bernd Freiherr Freytag von Loringhoven | 1971年4月1日   | 1971年4月30日  |
| ハラルド・ヴスト空軍少将 Harald Wust                                                                | 1971年5月1日   | 1974年3月31日  |
| エルンスト＝ディーター・ベルンハルト少将 Ernst-Dieter Bernhard                                      | 1974年4月1日   | 1975年9月30日  |
| ローター・ドームローゼ少将 Lothar Domröse                                                           | 1975年10月1日  | 1977年1月9日   |
| ヘルムート・カンプ海軍少将 Helmut Kampe                                                             | 1977年1月10日  | 1980年3月31日  |
| ルドルフ・アーレント海軍少将 de:Rudolf Arendt (Admiral)                                             | 1980年4月1日   | 1983年3月31日  |
| クラウス・レーダー海軍少将 de:Klaus Rehder                                                          | 1983年4月1日   | 1986年9月30日  |
| ストーベック少将 Storbeck                                                                           | 1986年10月1日  | 1987年9月30日  |
| ユルゲン・シュネル空軍少将 de:Jürgen Schnell                                                        | 1987年10月1日  | 1989年9月30日  |
| ペーター・ハーラウス少将 Peter Haarhaus                                                             | 1989年10月1日  | 1992年3月31日  |
| ハンス・フランク海軍少将 de:Hans Frank (Admiral)                                                    | 1992年4月1日   | 1994年12月15日 |
| ベンノ・エルトマン少将 Benno Ertmann                                                                | 1994年12月16日 | 1997年9月29日  |
| ハルトムート・モエド少将 Hartmut Moede                                                              | 1997年10月1日  | 1999年9月30日  |
| ヨルク・アウアー少将 Jörg Auer                                                                      | 1999年10月1日  | 2000年9月30日  |
| エゴン・ラムス陸軍少将 de:Egon Ramms                                                                | 2000年10月1日  | 2004年2月12日  |
| ヴォルフラム・キューン海軍少将 de:Wolfram Kühn                                                      | 2004年2月12日  | 2006年4月20日  |
| マンフレート・エンゲルハルト陸軍少将 de:Manfred Engelhardt (General)                                | 2006年4月20日  | 2008年2月20日  |
| マンフレート・ニールゾン海軍少将 de:Manfred Nielson                                                 | 2008年2月21日  | 2010年7月1日   |
| ペーター・ボーラー空軍少将 de:Peter Bohrer                                                          | 2010年7月1日   | 2012年3月31日  |